# Sonepar
Sonepar S.A. (Société de Négoce et Participation) er en fransk multinational elektronikgrossist med hovedkvarter i Paris. Koncernen omfatter 170 datterselskaber i 44 lande. De beskæftiger 44.500 ansatte og har over 2.800 salgssteder. Sonepar-koncernen er en familiejet virksomhed, der blev etableret i 1969 af Henri Coisne.